# Ambasse bey
Ambasse bey eller ambas-i-bay är en typ av folkmusik och dans från Kamerun. Musiken baseras på vanligt förekommande instrument, däribland gitarr, och slagverken består av pinnar och flaskor. Musiken håller högt tempo och har sitt ursprung från assiko, som är en äldre form av kamerunsk populär folkmusik.
John Hall beskrev musikens rytm som en rörlig kvast, där dansare viftar med sina axlar som vingarna hos fåglar. Dansen kännetecknas av rörliga steg och ryckiga kroppsrörelser som utförs till musiken, som oftast är av musikstilen makossa. För att utföra denna dans måste dansarna bära traditionella dräkter som kallas för sawa.
Ambasse bey har sitt ursprung hos den etniska gruppen Yabassi och blev populär i Douala efter andra världskriget. Under 1950- och 1960-talen utvecklades stilen i den kamerunska kustregionen. Under mitten av 1960-talet utförde Eboa Lotin en form av ambasse bay på munspel och gitarr, vilken var den tidigaste formen av makossa, en stil som snabbt blev populärare än dess föregångare och blev Kameruns mest populära form av inhemsk musik. Ambasse bey förnyades i viss utsträckning av den kamerunske sångaren Sallé John.